# Pawieł Pawłowicz
Pawieł Pawłowicz, ros. Павел Павлович (ur. 14 lutego 1893 w Petersburgu) – rosyjski zapaśnik, uczestnik Igrzysk w 1912 w Sztokholmie.

## Letnie Igrzyska Olimpijskie 1912
| Konkurencja                   | Runda grupowa         | Runda grupowa             | Runda grupowa         | Runda grupowa                  | Runda grupowa                  | Runda grupowa                  | Runda grupowa                  | Finał                          | Klas. końcowa |
| Konkurencja                   | Przeciwnik I          | Przeciwnik II             | Przeciwnik III        | Przeciwnik IV                  | Przeciwnik V                   | Przeciwnik VI                  | Przeciwnik VII                 | Finał                          | Miejsce       |
| ----------------------------- | --------------------- | ------------------------- | --------------------- | ------------------------------ | ------------------------------ | ------------------------------ | ------------------------------ | ------------------------------ | ------------- |
| styl klasyczny, waga piórkowa | Karl Karlsson (SWE) W | Christian Arnesen (NOR) W | Josef Beránek (BOH) P | → Odpadł z dalszej rywalizacji | → Odpadł z dalszej rywalizacji | → Odpadł z dalszej rywalizacji | → Odpadł z dalszej rywalizacji | → Odpadł z dalszej rywalizacji | trzecia runda |